# Jonesboro (Louisiana)
Jonesboro és una població dels Estats Units a l'estat de Louisiana. Segons el cens del 2000 tenia 3.914 habitants.

## Demografia
Segons el cens del 2000, Jonesboro tenia 3.914 habitants, 1.602 habitatges, i 1.012 famílies. La densitat de població era de 311,6 habitants/km².
Dels 1.602 habitatges en un 29,5% hi vivien nens de menys de 18 anys, en un 38,3% hi vivien parelles casades, en un 21,9% dones solteres, i en un 36,8% no eren unitats familiars. En el 34,1% dels habitatges hi vivien persones soles el 17,2% de les quals corresponia a persones de 65 anys o més que vivien soles. El nombre mitjà de persones vivint en cada habitatge era de 2,33 i el nombre mitjà de persones que vivien en cada família era de 2,98.
Per edats la població es repartia de la següent manera: un 24,8% tenia menys de 18 anys, un 10,5% entre 18 i 24, un 23,9% entre 25 i 44, un 20,2% de 45 a 60 i un 20,6% 65 anys o més.
L'edat mediana era de 37 anys. Per cada 100 dones de 18 o més anys hi havia 75,2 homes.
La renda mediana per habitatge era de 19.734 $ i la renda mediana per família de 28.048 $. Els homes tenien una renda mediana de 29.071 $ mentre que les dones 18.143 $. La renda per capita de la població era de 12.869 $. Entorn del 28,7% de les famílies i el 32,2% de la població estaven per davall del llindar de pobresa.

## Poblacions més properes
El següent diagrama mostra les poblacions més properes.